# Cainscross
Cainscross is een civil parish in het Engelse graafschap Gloucestershire.